# Daniel Milík
Daniel Milík (nach der Bischofsliste von Prag auch Daniel II. (Milík); † 30. März 1214) war Bischof von Prag.

## Leben
Daniel Milíks Geburtsdatum und Herkunft sind nicht bekannt. Er soll einfachen Verhältnissen entstammen und Kaplan des Herzog Vladislav Heinrich, des jüngeren Bruders von Ottokar I. Přemysl, gewesen sein.
Nach dem Tod des Herzogs von Böhmen und gleichzeitigem Prager Bischof Heinrich Břetislav III. folgte ihm im Amt des Herzogs Vladislav Heinrich. Er bestimmte auf einer Versammlung von Klerus und Volk Daniel Milík zum neuen Bischof von Prag und führte ihn in das Amt ein. Dies war die erste Investitur eines Prager Bischofs durch einen Landesfürsten.
Trotz dieses Abhängigkeitsverhältnisses gelang es Daniel, eine Versöhnung zwischen Vladislav Heinrich und Ottokar I. Přemysl herbeizuführen. Ottokar behielt den Fürstentitel und die Oberhoheit über Böhmen und Mähren. Vladislav Heinrich wurde Markgraf von Mähren.
Obwohl das Kapitelwahlrecht bis dahin nie praktiziert wurde, erhob Propst Arnold von Sadská bei der römischen Kurie Einspruch gegen die landesherrliche Bestellung Daniels zum Bischof. Dabei sollen dessen persönliche Ambitionen auf den Bischofsstuhl eine Rolle gespielt haben. Papst Innozenz III. beauftragte daraufhin 1198 den Magdeburger Erzbischof Ludolf von Kroppenstedt mit der Untersuchung der Vorgänge. Dieser entschied zugunsten Daniels. Trotzdem verleumdete Arnold kurze Zeit später den Bischof wegen angeblich anstößiger Lebensführung von Neuem. Daraufhin beauftragte der Papst im April 1200 den Mainzer Erzbischof Siegfried von Eppstein, den Passauer Bischof Wolfger von Erla und den Bischof von Regensburg, Konrad von Laichling, Daniel vor die Kurie zu zitieren. Dort erschienen am 25. März 1201 nur Daniels Beauftragte. Die Kurie verlangte daraufhin von Daniel die Rechtfertigung vor dem Salzburger Erzbischof Eberhard unter Vorlage von Führungszeugnissen von fünf kirchlichen Dignitäten. Gleichzeitig wurde ihm die Amtserhebung angedroht. Nachdem die Bischöfe Konrad von Laichling (Regensburg) und Berthold (Naumburg) sowie die Benediktineräbte Kuno von Břevnov, Blažej von Sázava und Silvester von Kladrau für Daniel ein positives Zeugnis ausgestellt hatten, wurde er am 5. Mai 1202 von der Kurie in seinem Amt bestätigt. 
Daniel zeigte wenig Interesse an kirchlichen Reformen. Während seiner Amtszeit wurde seine Diözese in Pfarrsprengel aufgeteilt und mehrere Kirchen eingeweiht. Als erster Prager Bischof stellte er 1200 eine Ablassurkunde für die Kirche von Lhota und 1203 eine solche für die Kirche von Rynárec aus. Im gleichen Jahr erfolgte in Rom die Heiligsprechung des Heiligen Prokop, dem ersten Abt des Klosters Sázava. 1207 bestätigte Daniel die Gründung des Zisterzienserklosters in Mašťov, das sechs Jahre später nach Ossegg verlegt wurde. In Ossegg weihte Daniel die St.-Peter-und-Paul-Kirche und den Friedhof. 1211 weihte er in Anwesenheit des Königs zwei Altäre der Klosterkirche des Prämonstratenserklosters Zábrdovice in Mähren. Zur Förderung des Kreuzzuges soll er eine bedeutende Summe gesammelt haben.
Die von Herzog Vladislav Heinrich zugunsten kirchlicher Institutionen ausgestellten Urkunden wurden regelmäßig von Daniel in seiner Eigenschaft als Prager Bischof bezeugt. Mehreren dieser Urkunden kann entnommen werden, dass die betreffenden Privilegien Daniel zu verdanken sind. Im Umgang mit König Přemysl Ottokar I. erwies er sich als nachgiebig. Als dieser eine zweite Ehe mit Konstanze von Ungarn eingehen wollte, erklärte Daniel 1198/1199 die Ehe mit Adelheid von Meißen ungültig und gab als Grund den vierten Verwandtschaftsgrad an. Obwohl aus der Ehe ein Sohn und drei Töchter entstammten, hatte Adelheid mit ihrer Berufung bei der Kurie keinen Erfolg.
Nach seinem Tod wurde Daniel vermutlich im Veitsdom bestattet.